# (27344) Vesevlada
(27344) Vesevlada (2000 DM2) – planetoida z pasa głównego asteroid okrążająca Słońce w ciągu 4,29 lat w średniej odległości 2,64 j.a. Odkryta 26 lutego 2000 roku.